# Brad Jones (labdarúgó)
Bradley Scott „Brad” Jones (Armadale, 1982. március 19. –) ausztrál labdarúgó, posztja kapus; a Perth Glory játékosa. 2010 és 2015 között a Liverpool labdarúgója. A 2011–2012-es szezonban tért vissza a Derby Countytól, azelőtt a Middlesbrough csapatában egy évtizedet töltött el, valamint játszott néhány másodosztályú klubban is. A vörösök 2010 augusztusában 2,3 millió euróért vették meg, de mivel kevés lehetőséget kapott klubjában, 2011 márciusában a Derbyhez ment kölcsönbe.

## Pályafutása
Brad Jones Nyugat-Ausztráliában, Armadale városában született angol apa és ausztrál anya gyermekeként. Először a Bayswater City SC figyelt fel tehetségére.

### Middlesbrough
Mindössze 2 évet játszott Ausztráliában, ezek után aláírta szerződést a Middlesbrough FC csapatával. Eleinte az utánpótlás csapat tagja volt, 2001-ben azonban bekerült a felnőttek közé is, de a bemutatkozásra később került sor, pontosan 2004-ben a FA-kupa harmadik fordulójában a Notts County csapata ellen. Ebben az évben klubja megnyerte a Ligakupát.
Több klubhoz is kölcsönadták, elsőként a 2001-02-es szezonban, ahol két mérkőzést húzott le a Shelbourne FC csapatában, ahol a helyi rivális, a Bohemians ellen mutatkozott be a Dalymount Parkban, a mérkőzést a csapata 6-4-re nyerte meg a negyedik gól az ő nevéhez fűződik, mivel az egyik kirúgásából gólpasszt adott. Később klubja ismét kölcsönadta a Stockport Country, illetve a Blackpool csapatának. Ismét visszatért a Middlesbroughoz, a Manchester United ellen is lehetőséget kapott, ahol kivédte Ruud van Nistelrooy büntetőjét. A mérkőzés eredménye 0-0 lett.
2006 augusztusában Jonest ismét kölcsönadták a Sheffield Wednesday csapatának három hónapra. A klubban eltöltött mérkőzései nem sikeredtek jóra. Szurkolói őt okolták, amikor a csapata kikapott a Plymouth Argyle, illetve a Leeds United ellen. Október 21-én a következő, Queens Park Rangers elleni meccsen a saját szurkolói a lelátóról megdobálták tűzijátékokkal.
Miután klubja első számú kapusa, Mark Schwarzer a Fulham csapatához szerződött, a 2008-09-es szezonban Jones lett a Middlesbrough első számú kapusa. Az utolsó két mérkőzésen sérülést szenvedett, a nyár folyamán azonban felépült, így a 2009-10-es szezonban ismét ő lett az első számú kapus.

### Liverpool
2010. augusztus 17-én a vörösök 2,3 millióért vásárolták meg. Augsutus 19-én hivatalossá vált, hogy Jones az UEFA-kupára készülő keret tagja. Később Jones megkapta az első számú mezt is a csapatban, miután Diego Cavalieri elhagyta a klubot. Jones végül a Ligakupa harmadik fordulójában debütált a Northampton Town csapata ellen 2010. szeptember 13-án. A mérkőzést a Liverpool büntetőkkel elveszítette. Pár héttel később az egyik edzésen a válla megsérült, a cserekapus, Martin Hansen vette át a szerepét a kispadon, néhányszor Gulácsi Péter is felbukkant a cserék között. 2010. december 15-én beválogatták a cserék közé az Európa-ligában is.

### Derby County
Jones március végén, ismét kölcsönben a Derby County csapatához írt alá a szezon hátralévő részében. A Cardiff City ellen debütált, csapata a mérkőzést 4-1-re bukta el. A további mérkőzéseit sem nyerte meg a csapat, a Burnley (2-4), illetve a Norwich City (2-3) ellen is elbukta a három pontot, majd következett a Bristol City elleni mérkőzés (2-0), ahol Jonest a menedzsere, Nigel Clough is okolta a hazai vereségért. Utolsó mérkőzését a Reading ellen játszotta (2-0), ismét vereséget szenvedett a csapata. Jonest nem találta helyét a csapatban, így visszatért klubjához, a Liverpoolhoz, helyére egy új kapust, Ross Atkinst szerződtették.

#### A válogatottban
Jones 2007 februárjában mutatkozott be a válogatottban Mark Schwarzer sérülése miatt Uruguay ellen. Tagja volt a 2007-es Ázsia-kupára felkészülő keretnek is. Hivatalossá vált az is, hogy Jonest a 2010-es világbajnokság ausztrál keretének a tagja lesz, de otthagyta a csapatot még a felkészüléskor, mivel értesítették, hogy a fián rákot diagnosztizáltak, ezek után pedig már nem tért vissza a válogatottba.

## Sikerei, díjai
- Middlesbrough
  - Angol ligakupa: 2003–04
- Blackpool
  - Football League Trophy: 2003–04
- Liverpool
  - Angol ligakupa: 2011–12
- Feyenoord
  - Holland bajnok: 2016–17
  - Holland kupa: 2017–18
  - Holland szuperkupa: 2017
- en-Naszr
  - Szaúd-arábiai bajnok: 2018–19
  - Szaúd-arábiai szuperkupa: 2019, 2020